# Hellen
Hellen (Ἕλλην) – mityczny protoplasta Hellenów, późniejszych Greków. Syn Deukaliona (lub czasami Zeusa) i Pyrry, brat Amfiktiona i ojciec Eola, Ksutosa i Dorosa. Z jego imieniem wiąże się nazwa Greków (Hellenowie).
Poślubił nimfę Orseis, która obdarzyła go trzema synami. Według Katalogu niewiast Hezjoda, to jego synowie byli przodkami pierwszych plemion z Grecji: Eol – Eolów, Doros – Dorów, Ksutos – Achajów i Jonów poprzez swoich synów Аchajosa i Iona.
Hellen miał władać we Ftyi w Tesalii, pomiędzy Penejosem a Asoposem, dokładnie w tej okolicy, gdzie osiedlili się po potopie Deukalion i Pyrra. Następcą jego był Eol. Pozostali synowie opuścili kraj i osiedlili się w innych krainach Grecji.